# Shape of My Heart (пісня Стінга)
«Shape of My Heart»  — пісня британського музиканта Стінга з альбому 1993 року Ten Summoner's Tales. В оригінальному виданні на CD представлена десятим за рахунком треком. Крім запису в альбомі видана також на синглі у форматах 7" і CD, крім того, ця пісня ввійшла до міні-альбому 1993 року Demolition Man і в концертний альбом 2010 року Live in Berlin. Французький режисер Люк Бессон використовував «Shape of My Heart» у своєму фільмі «Леон».
Автори пісні — Стінг і Домінік Міллер. Міллер зіграв у ній на іспанській акустичній гітарі. Для виконання партії на губній гармоніці був запрошений американський джазмен Ларрі Адлер.
В англійському чарті найвищою позицією синглу було 57 місце.

## Загальні відомості
У виданні Lyrics By Sting коротко викладена історія створення пісні. За спогадами Стінга, гітарист Домінік Міллер показав йому «красивий гітарний риф». Перебуваючи під враженням від прослуханої мелодії, Стінг вирушив на прогулянку берегом річки і через ліс, сподіваючись придумати ідею для віршів. Коли він повернувся з прогулянки в студію, і текст, і структура нової пісні вже були ним майже повністю створені. Так з'явилася пісня під назвою «Shape of My Heart» про «карткового гравця, який грає не заради виграшу, не потребує ні слави, ні грошей, який захоплений розгадкою закономірності удачі, намагається знайти логіку в картковій грі».
Як і всі інші пісні альбому, «Shape of My Heart» була записана в студії Lake House, в графстві Вілтшир, змікшована в The Townhouse Studio, в Лондоні, і зведена в студії Masterdisk, в Нью-Йорку.
У студії партія губної гармоніки була записана Ларрі Адлером, в музичному фільмі Ten Summoner's Tales замість Адлера на гармоніці зіграв Брендан Пауер.

## Список композицій
На синглі у форматі 7" на другій стороні записана пісня «If I Ever Lose My Faith in You», на синглі у форматі CD записані концертні версії трьох композицій, взяті з відео The Soul Cages Concert:
| 7" single — US, 1993 | 7" single — US, 1993             | 7" single — US, 1993  | 7" single — US, 1993 |
| #                    | Назва                            | Автор                 | Тривалість           |
| -------------------- | -------------------------------- | --------------------- | -------------------- |
| 1.                   | «Shape of My Heart»              | Dominic Miller, Sting | 4:38                 |
| 2.                   | «If I Ever Lose My Faith in You» | Sting                 | 4:29                 |

| CD single — UK, 1993 | CD single — UK, 1993       | CD single — UK, 1993  | CD single — UK, 1993 |
| #                    | Назва                      | Автор                 | Тривалість           |
| -------------------- | -------------------------- | --------------------- | -------------------- |
| 1.                   | «Shape of My Heart»        | Dominic Miller, Sting | 4:41                 |
| 2.                   | «The Soul Cages (Live)»    | Sting                 | 6:29                 |
| 3.                   | «The Wild Wild Sea (Live)» | Dominic Miller, Sting | 6:31                 |
| 4.                   | «All This Time (Live)»     | Sting                 | 6:19                 |

## Кавер-версії, семпли
На композицію «Shape of My Heart» було написано кілька кавер-версій. Мелодія «Shape of My Heart» була семпльована в цілому ряді пісень, записаних у різних жанрах. У їх числі:
- «The Message» — Nas, з альбому It Was Written (1996)[10];
- «Take Him Back» — Моніка, з альбому The Boy Is Mine (1998)[11];
- «Release Me» — Blaque[en], з альбому Blaque (1999)[12];
- «Never Let Go» — Хікару Утада, з альбому First Love (1999)[13];
- «Emotional» — Carl Thomas[en], з альбому Emotional (2000)[14];
- "Ways of the World" — Lil’ Zane[en], з альбому Young World: The Future (2000)[15];
- «Rise & Fall» — Крейг Девід, з альбому Slicker Than Your Average, з участю Стінга (2002)[16];
- «Shape» — Sugababes, з альбому Angels with Dirty Faces (2002)[17];
- «I Crave You» — Shontelle[en], з альбому Shontelligence (2008)[18];
- «For My Soldiers» — Pastor Troy, з альбому Attitude Adjuster (2008)[19];
- «Lucid Dreams[en]» — Juice WRLD, з альбому Goodbye & Good Riddance[en] (2018)[20].

## Учасники запису
- Стінг — бас-гітара, вокал;
- Домінік Міллер — іспанська гітара, бек-вокал;
- Девід Сенчіус[en] — клавішні;
- Вінні Колайута — ударні;
- Ларрі Адлер — губна гармоніка.